# Spermestes
Spermestes Swainson, 1837 è un sottogenere di uccelli passeriformi della famiglia degli Estrildidi.

## Tassonomia
Al sottogenere vengono ascritte quattro specie, note col nome comune collettivo di nonnette:
- Lonchura bicolor - nonnetta bicolore
- Lonchura cucullata - nonnetta comune
- Lonchura fringilloides - nonnetta maggiore
- Lonchura nigriceps - nonnetta dorso bruno

In passato, la specie L. nigriceps veniva considerata una sottospecie di L. bicolor, col nome di Lonchura bicolor nigriceps, mentre attualmente si tende a considerarla come specie a sé stante.
Alcuni autori propongono l'elevazione del sottogenere al rango di genere, comprendente anche il becco di piombo testa grigia (classificato nel genere monotipico Odontospiza, secondo alcuni ascrivibile invece al genere Lonchura col nome di Lonchura griseicapilla).
Nonostante anche la nonnetta malgascia condivida con questi uccelli il nome comune di "nonnetta", non vi è alcuna parentela particolarmente accentuata fra i due uccelli, con questa specie che viene classificata in un proprio genere, Lemuresthes.
Il nome scientifico del sottogenere deriva dall'unione delle parole greche σπέρμα (sperma, "seme") ed ἐσθίω (esthio, "mangiare"), col significato di "mangiatore di semi".

## Distribuzione ehabitat
Al sottogenere vengono ascritte le specie di Lonchura diffuse nell'Africa continentale: in particolare, tutte le specie vivono nell'Africa subsahariana, nella fascia fra il Senegal e l'Etiopia occidentale ed a sud fino al Sudafrica.
Le nonnette sono abitatrici della savana e delle aree aperte, tuttavia non disdegnano di oclonizzare le foreste secondarie, le radure, le zone erbose nei pressi dei corsi d'acqua e le coltivazioni, spingendosi anche nei centri abitati. Rispetto alle altre munie, questi uccelli prediligono aree con maggiore copertura arborea e cespugliosa, in particolare la nonnetta maggiore è un'abitatrice delle aree di boscaglia.

## Descrizione

### Dimensioni
Si tratta di uccelli di dimensioni piuttosto contenute, tanto che la nonnetta maggiore, la specie di maggiori dimensioni, non supera i 13 cm di lunghezza, coda compresa, mentre le altre specie difficilmente oltrepassano i 10 cm di lunghezza.

### Aspetto
Nel piumaggio delle nonnette predominano i toni del nero e del bianco, con presenza più o meno estesa del bruno: l'area ventrale è bianca in tutte le specie, mentre la testa è nera o bruno-nerastra, così come le ali, il dorso e la coda. Sui fianchi può essere presente un disegno zebrato bianco e nero, mentre il grosso becco (particolarmente pronunciato nella nonnetta maggiore) è grigio-nerastro, così come le zampe: ai lati del petto sono presenti riflessi metallici verdi o violacei, particolarmente evidenti nella nonnetta comune.

## Biologia
Si tratta di uccelli dalle abitudini gregarie e diurne, che si riuniscono in stormi anche consistenti e passano la maggior parte della giornata alla ricerca di cibo: rispetto alle altre Munie, le nonnette paiono meno legate a uno stile di vita terricolo, scendendo piuttosto raramente al suolo e rimanendo perlopiù fra l'erba alta o i canneti. Durante la notte questi uccelli sono soliti radunarsi in folti gruppi fra gli alberi per riposarsi.

### Alimentazione
Le nonnette sono uccelli granivori, che grazie al forte becco possono aver ragione di una vasta gamma di piccoli semi, principalmente graminacee e cereali; la nonnetta maggiore è in grado di spezzare perfino i coriacei semi di riso, dei quali va particolarmente ghiotta. Questi uccelli integrano inoltre la propria dieta anche con bacche, germogli, alghe e frutti, oltre a nutrirsi anche di una quantità di piccoli insetti (principalmente termiti e vespe) decisamente superiore rispetto alle munie asiatiche, molte delle quali non sono minimamente attratte da cibi di origine animale.

### Riproduzione
La riproduzione delle nonnette è estremamente simile a quella delle altre munie: il nido, di forma sferica, viene edificato da ambedue i partner con rametti, steli d'erba e fibre vegetali e animali, ed ha un caratteristico aspetto grossolano. Al suo interno la femmina depone 3-8 uova bianche, che ambo i sessi covano per circa due settimane: sono sempre entrambi i genitori a prendersi cura dei pulli, che sono pronti per l'involo attorno alle tre settimane di vita anche se difficilmente si allontanano definitivamente dal nido prima del mese e mezzo.